# Полянка (Рыбно-Слободский район)
Полянка — деревня в Рыбно-Слободском районе Татарстана. Административный центр и единственный населенный пункт Полянского сельского поселения.

## География
Находится в центральной части Татарстана у западной окраины районного центра поселка Рыбная Слобода на берегу речки Бетька у ее устья в Куйбышевском водохранилище.

## История
Известна с 1617 года, в начале XX века здесь действовала хлебная пристань и церковно-приходская школа.

## Население
Постоянных жителей было: в 1782 году — 119 душ муж. пола; в 1859—519, в 1897—636, в 1908—592, в 1920—618, в 1926—623, в 1949—410, в 1958—229, в 1970—160, в 1989—668, в 2002 году 738 (татары 71 %, русские 28 %), в 2010 году 792.
| 2012 | 2013 | 2014 | 2015 | 2016 | 2017 |
| ---- | ---- | ---- | ---- | ---- | ---- |
| 780  | ↗795 | ↗798 | ↘783 | ↗789 | ↘781 |